# 2014 en Tunisie
Chronologie de la Tunisie
- 2010
- 2011
- 2012
- 2013
- 2014
- 2015
- 2016
- 2017
- 2018

Cet article présente les faits marquants de l'année 2014 en Tunisie.

## Gouvernement
- Président de la République :
  - Moncef Marzouki (13 décembre 2011 - 31 décembre)
  - Béji Caïd Essebsi (depuis le 31 décembre)
- Chef du gouvernement :
  - Ali Larayedh (13 mars 2013 - 29 janvier)
  - Mehdi Jomaa (depuis le 29 janvier)
- Président du Parlement :
  - Président de l'Assemblée constituante : Mustapha Ben Jaafar (22 novembre 2011 - 4 décembre)
  - Président de l'Assemblée des représentants du peuple : Mohamed Ennaceur (depuis le 4 décembre)
- Gouvernement :
  - Ali Larayedh (13 mars 2013 - 29 janvier)
  - Mehdi Jomaa (depuis le 29 janvier)
- Législature :
  - 2e assemblée constituante (22 novembre 2011 - 2 décembre)
  - Ire législature (depuis le 4 décembre)

## Chronologie

### Janvier
- 7 janvier : La Révolution du bistouri, un mouvement contestataire du corps médical, se déclenche à la suite de la soumission, au sein de l'Assemblée constituante, du projet de loi no 38/2013 qui impose un travail obligatoire de trois ans dans les structures de la santé publique aux nouveaux médecins spécialistes et médecins-dentistes.

- 9 janvier : Ali Larayedh présente sa démission ainsi que celle de son gouvernement, qui continue de diriger le pays jusqu'à l'investiture de Mehdi Jomaa, désigné par le dialogue national[1].
- 10 janvier : Mehdi Jomaa annonce dans une déclaration aux médias qu'il a rencontré le président Moncef Marzouki, qui l'a chargé de former un gouvernement[2].

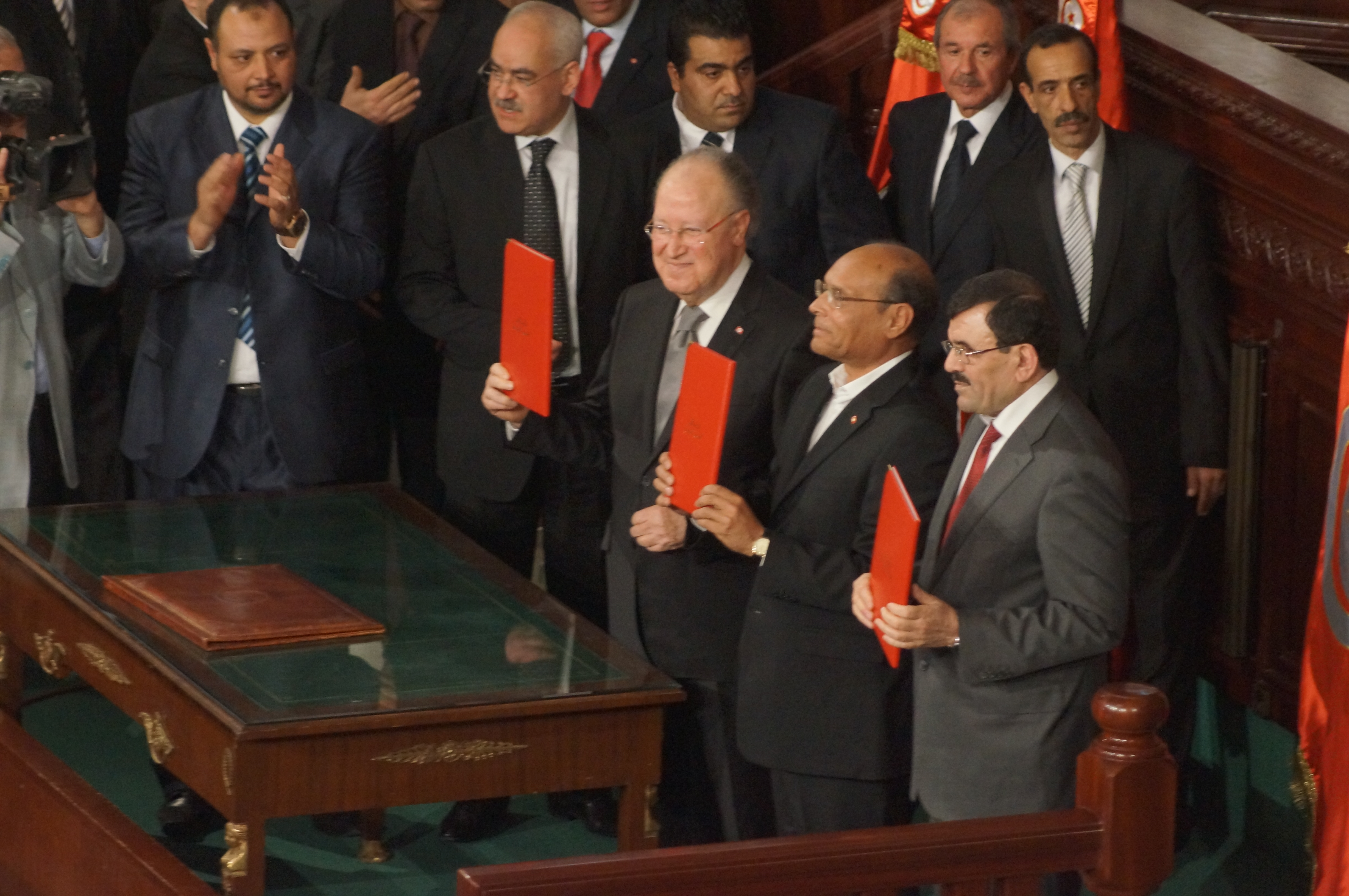
Portait des trois présidents après la signature de la Constitution, le 27 janvier 2014.

- 26 janvier : L'Assemblée constituante, élue le 23 octobre 2011, adopte la nouvelle Constitution de la République tunisienne, instituant un régime semi-présidentiel, une reconnaissance limitée de l'islam et, pour la première fois dans l'histoire juridique du monde arabe, un objectif de parité des sexes dans les assemblées élues[3]. Le texte final est adopté avec 200 voix pour, douze contre et quatre abstentions[4].
- 27 janvier : Le texte de la nouvelle Constitution est signé par le président de la République, Moncef Marzouki, le président de l'Assemblée constituante, Mustapha Ben Jaafar, et le chef du gouvernement, Ali Larayedh, au cours d'une cérémonie au siège de l'Assemblée[5].
- 28 janvier : Mehdi Jomaa présente son gouvernement à l'Assemblée constituante, lors d'une séance qui dure plusieurs heures. Plusieurs constituants s'opposent à accorder leur confiance au nouveau cabinet qu'il accuse de rassembler des partisans de l'ancien régime de Zine el-Abidine Ben Ali, tout en accusant aussi la ministre du Tourisme désignée, Amel Karboul, de s'être rendue en Israël[6]. Certains blocs parlementaires refusent quant à eux de soutenir le gouvernement, arguant qu'il est illégitime car issu du dialogue national[6]. Répondant à ces accusations, Jomaa déclare qu'il ne dispose pas d'un programme détaillé mais que plusieurs points sont importants : l'organisation d'élections transparentes, la sortie de la crise économique, la création d'emplois, la révision des nominations effectuées par les précédents ministres, la dissolution des Ligues de protection de la révolution ainsi que la lutte contre la corruption[6]. Sur 193 votants, 149 votent la confiance, vingt votent contre et 24 s'abstiennent.
- 29 janvier : La passation des pouvoirs entre Mehdi Jomaa et Ali Larayedh a lieu au Dar El Bey[7].

### Février
- 4 février : L'opération de Raoued fait huit morts (dont un membre de l'armée) et un blessé. Parmi les djihadistes tués figure Kamel Gadhgadhi, un chef d'Ansar al-Charia, suspecté d'être l'assassin de Chokri Belaïd, tué le 6 février 2013 et ayant ensuite pris part à la bataille de Chaambi.
- 18 février : John Kerry effectue une visite surprise et rapide en Tunisie où il donne une conférence de presse afin de féliciter le nouveau chef du gouvernement et le peuple tunisien.
- 22 février : Le premier Festival des dunes électroniques se tient à Nefta[8].

### Mars
- 4 mars : Condamné à sept ans et demi de prison pour la diffusion de dessins jugés blasphématoires en 2012, Jabeur Mejri est libéré après avoir obtenu une grâce présidentielle[9].
- 6 mars : L'état d'urgence en vigueur depuis le 15 janvier 2011 est levé.

### Avril
- 4 avril : Mehdi Jomaa se rend à la Maison-Blanche pour rencontrer Barack Obama. Par la suite, il qualifie ce voyage de fructueux, ayant obtenu un fort soutien des États-Unis avec 500 millions de dollars de prêts accordés pour l'investissement et non la consommation. Accompagné du ministre des Affaires étrangères Mongi Hamdi, il se rend notamment à l'Université Columbia et à Wall Street[10].

### Octobre
- 26 octobre : Les premières élections législatives après l'adoption de la Constitution permettent d'élire la première Assemblée des représentants du peuple pour un mandat de cinq ans. Le parti Nidaa Tounes arrive en tête du scrutin avec 86 sièges, mais sans majorité absolue, alors qu'Ennahdha, qui avait remporté les élections de 2011, termine deuxième en remportant seulement 68 sièges, en fort recul. Ils sont suivis par l'Union patriotique libre, le Front populaire puis Afek Tounes. En revanche, les partis sociaux-démocrates à l'instar d'Al Joumhouri, du Congrès pour la République, de l'Union pour la Tunisie et d'Ettakatol, largement représentés à l'Assemblée constituante, connaissent une large défaite.

### Novembre
- 23 novembre : Avec 27 candidats en lice, Béji Caïd Essebsi (39,46 %) et Moncef Marzouki (33,43 %) se qualifient pour le second tour de l'élection présidentielle. Ils sont suivis par Hamma Hammami, Hechmi Hamdi et Slim Riahi.

### Décembre

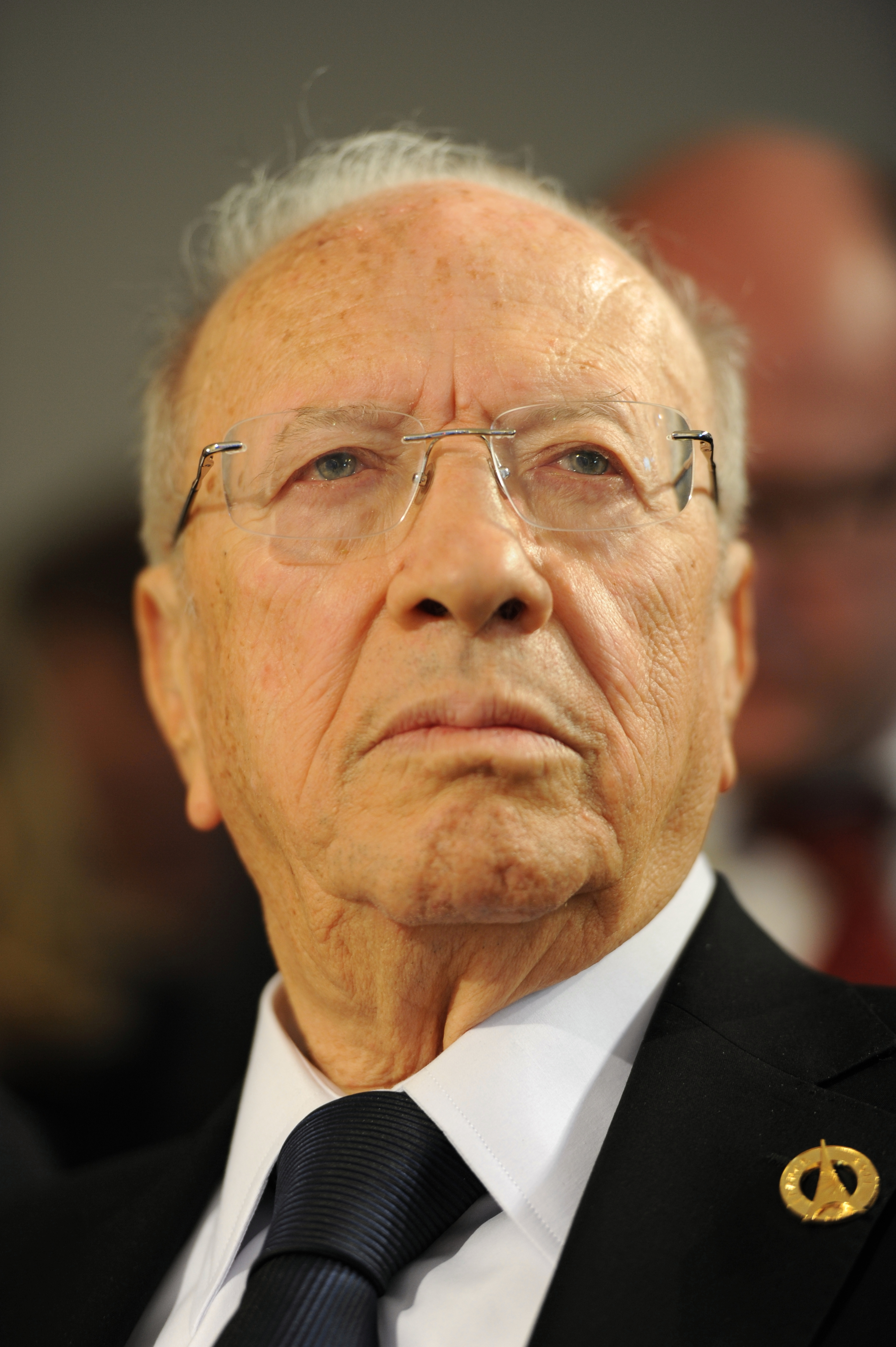
Portrait de Béji Caïd Essebsi, président de la République depuis le 31 décembre 2014-.

- 2 décembre : la séance inaugurale de l'Assemblée des représentants du peuple se tient sous la présidence du doyen d'âge Ali Ben Salem. Débutée avec le discours inaugural de Mustapha Ben Jaafar, plusieurs personnalités y sont présentes, en l'absence du président de la République Moncef Marzouki. À cette occasion, aucun consensus n'est trouvé concernant l'élection du président de l'assemblée et de ses vice-présidents.
- 4 décembre : candidat unique à la présidence de l'Assemblée des représentants du peuple, Mohamed Ennaceur est élu avec 82,2 % des voix. Pour la vice-présidence, Mbarka Aouania, veuve de Mohamed Brahmi, fait face à Abdelfattah Mourou qui est élu premier vice-président avec 84,6 % des voix. Ils sont secondés par Faouzia Ben Fodha, la seconde vice-présidente.
- 21 décembre : avec 55,68 % des voix, Béji Caïd Essebsi remporte l'élection présidentielle contre son adversaire Moncef Marzouki qui remporte 44,32 % des voix.
- 29 décembre : après que Moncef Marzouki ait reconnu les résultats des urnes, la victoire de Béji Caïd Essebsi est officiellement confirmée par l'Instance supérieure indépendante pour les élections.
- 31 décembre : Béji Caïd Essebsi prête serment, lors d'une séance exceptionnelle de l'Assemblée des représentants du peuple. Par la suite, il prononce un discours où il rend hommage aux martyrs et à la femme patriotique avant d'exposer ses priorités. Il félicite aussi le président sortant et son électorat puis se rend au palais présidentiel de Carthage où se déroule la passation des pouvoirs en une dizaine de minutes. Dans l'après-midi, il reçoit la démission du gouvernement de Mehdi Jomaa, qu'il charge de diriger les affaires courantes jusqu'à la nomination d'un nouveau cabinet. Il rencontre aussi les dirigeants de Nidaa Tounes à qui il remet sa démission de la présidence du mouvement, qui est confiée par intérim à Mohamed Ennaceur (jusqu'à la tenue d'un congrès en juin 2015) qu'il charge, en tant que chef du parti majoritaire, de nommer un chef du gouvernement, conformément à la Constitution.

## Culture
- 20 avril : le Comar d'or est attribué à :
  - ouvrage en langue arabe : ديوان المواجع (Diwan El Mawajii, soit Recueil des douleurs) de Mohamed Bardi ;
  - ouvrage en langue française : Je suis né huit fois de Saber Mansouri.